# Chiesa di San Michele a Berg am Laim
La chiesa parrocchiale di San Michele (in tedesco: Pfarrkirche Sankt Michael) nel quartiere di Berg am Laim è uno dei più importanti edifici sacri a Monaco di Baviera.
La chiesa tardo barocca - rococó fu costruita negli anni 1735 - 1751 per ordine del principe elettore ed arcivescovo di Colonia Clemente Augusto di Baviera figlio di Massimiliano Emanuele di Baviera che possedeva un terreno a Berg am Laim. L'architetto era Johann Michael Fischer. 
L'interno della chiesa è uno dei capolavori maggiori del Rococò del Sud della Germania.
L'altare maggiore è di Johann Baptist Straub (1767).
Gli affreschi al soffitto sono di Johann Baptist Zimmermann.

## Galleria d'immagini

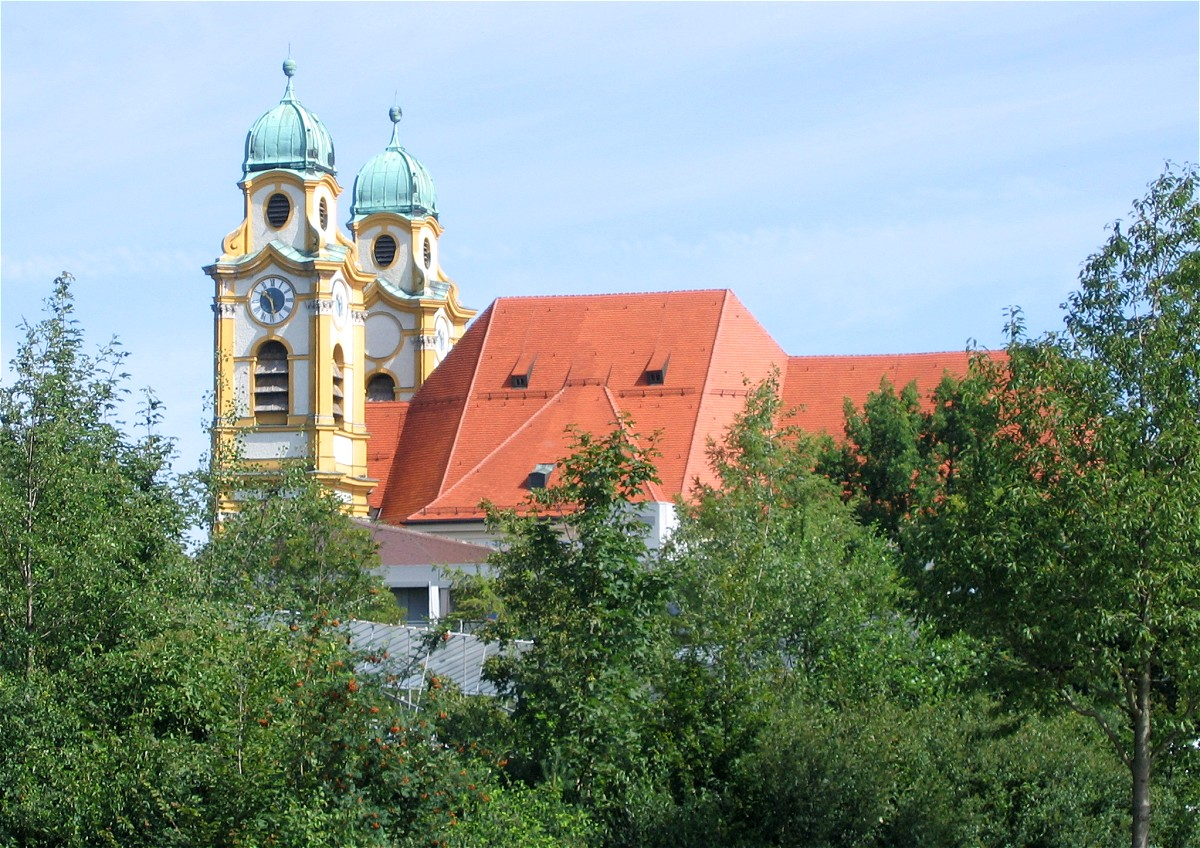
San Michele vista da sud
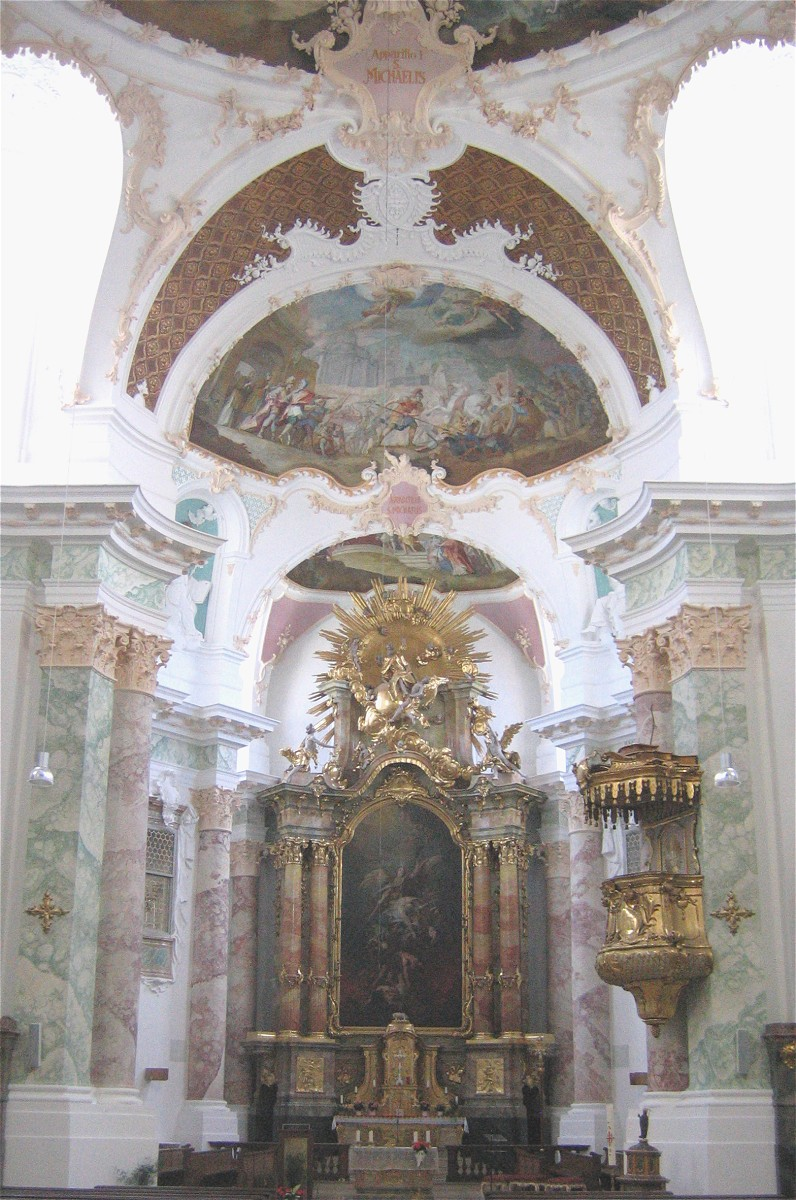
Interno
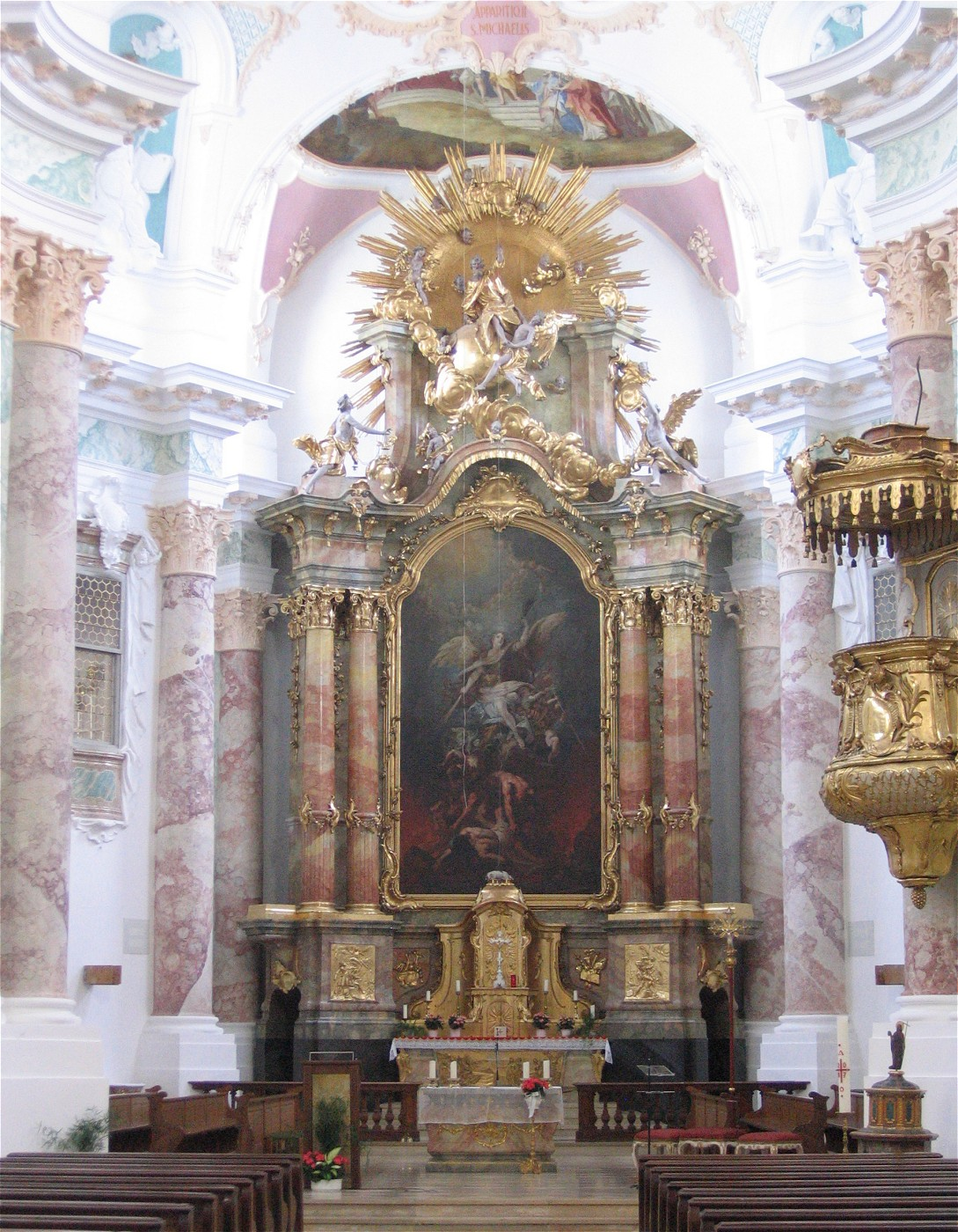
Altare Maggiore
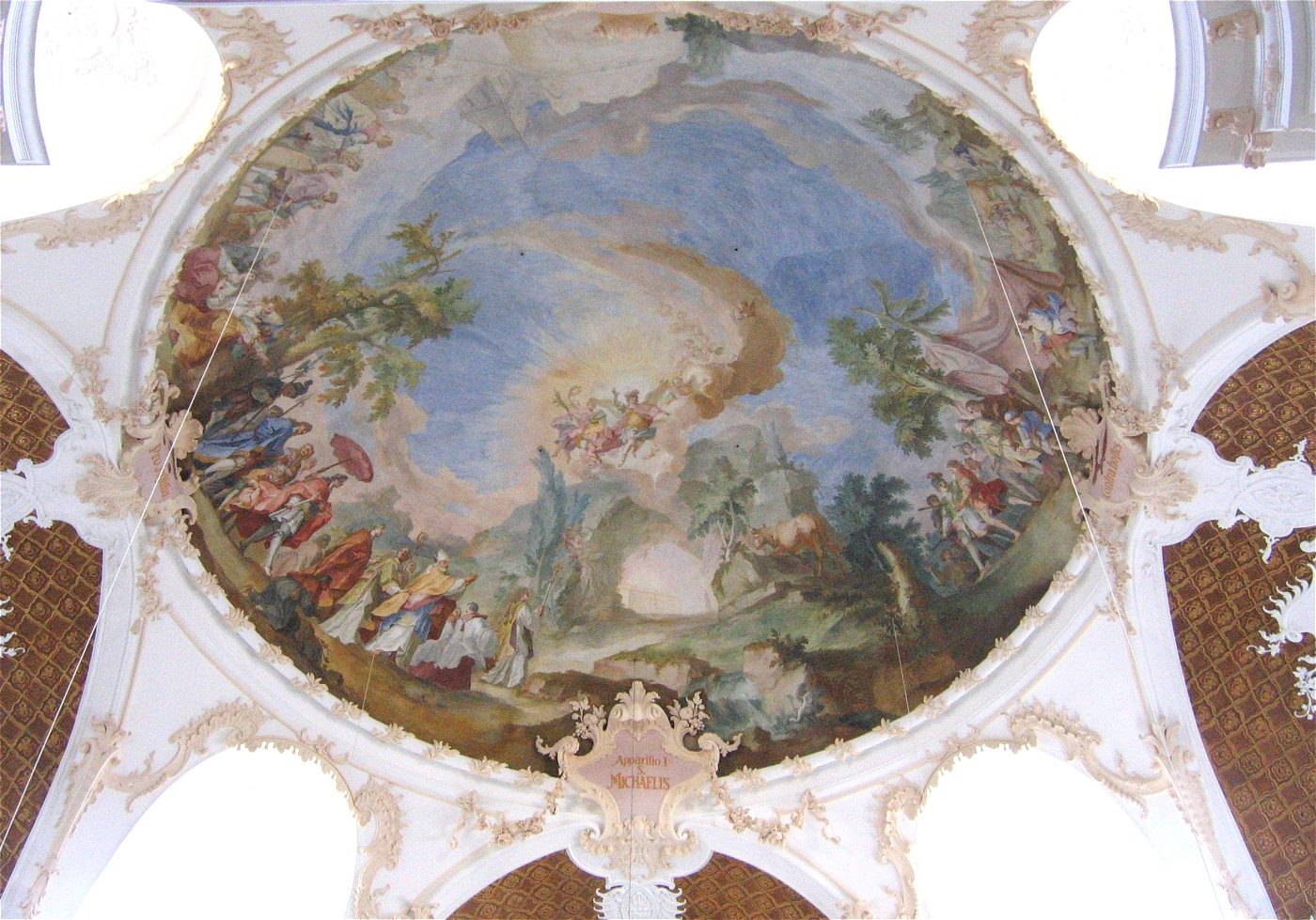
Soffitto affrescato